# Tibagi
Tibagi este un oraș în Paraná (PR), Brazilia.